# مضمار سباق الخيل الروماني في بيروت
كان مضمار سباق الخيل في بيريتوس حلبة سباق موجود في المستعمرة الرومانية بيريتوس (بيروت حالياً). وهو يُشكل الحلبة القديمة من حلبتي سباق كانتا متواجدتان في بيروت.

## تاريخه
بُنيّ ميدان سباق الخيل بالقرب من ميناء ومنتدى بيريتوس (بيروت الحالية). وكان واحداً من أكبر ميادين السباق في بلاد الشام، محتلاً مساحة قدرها 3500 متر مربع، وربما كان مماثلاً في تصميمه العام لسيرك ماكسيموس الموجود في روما. وهو يتألف من بوابات الانطلاق وحلقة من مسارين مستقيمين متصلين بنهاية على شكل نصف دائرة. كان المضمار يستخدم غالباً لسباق العربات، التي كانت رياضة شعبية للغاية تحظى بشغف عال من الجماهير في جميع أنحاء الإمبراطورية الرومانية. حيث كان مسار المضمار محاطاً بمقاعد جلوس للمتفرجين. ذُكرّ مضمار سباق بيريتوس في كتاب "Expositio totius mundi et gentium" (وصف للعالم وشعوبه) الذي ألفه شخص مجهول في النصف الثاني من القرن الرابع، كواحد من أفضل خمس مضامير سباق في بلاد الشام، يقع الباقي في أنطاكية ولاوديكيا وقيسارية وصور.
خلال القرنين السادس والسابع من حكم الإمبراطورية البيزنطية، أدت الاضطرابات العنيفة بين الفصائل السياسية التي وقعت في حلبات السباق (مثل أعمال شغب نايك في القسطنطينية) إلى هجرهم التدريجي لها كونها أماكن مُكلفة مدعمة رسمياً لأجل الترفيه الجماعي. لذلك سقط ميدان سباق الخيل في بيريتوس في حالة من التجاهل والإهمال.
وفي فترة لاحقة من عصر الحكم العربي أُعيد استخدام أحجار المضمار في تشييد مبانٍ أخرى بينما طُمس المضمار نفسه شيئاً فشيئاً، إلا أنه وفقاً لعالم الآثار لي ليفين، ظل مساره واضحاً بما فيه الكفاية حتى حدده عالم الآثار روبرت دو ميسنيل دو بويسون في القرن العشرين على إنه مضمار لسباق الخيل. بدأ أعمال التنقيب التمهيدية للمضمار جزئياً في 1988. وقد كُشفّ عن جزء من جدار يبلغ طوله 90 متراً تقريباً، بجوار المسار المستقيم وأُسُس لمقاعد الجلوس عند نهاية المضمار شبه الدائرية.
يقع موقع ميدان سباق الخيل بالقرب من كنيس ماغين أبراهام في وادي أبو جميل، حيث الحي اليهودي التاريخي في بيروت.

## حماية الموقع
في 2009، اُدرج الموقع رسمياً في قائمة الجرد العام للمباني التاريخية وقرر وزير الثقافة اللبناني تمام سلام أنه يجب الحفاظ على الموقع وتحويله إلى معلم سياحي.
ولكن وفقاً لمقال نُشر في الصحيفة الفرنسية اليومية الشرق اليوم (L’Orient le Jour)، وافق خليفته غابي ليون في مارس 2012 على خطط لبناء مجمع سكني فاخر على أنقاض ميدان سباق الخيل الروماني في بيروت، متجاوزاً بذلك توصيات ثلاثة من أسلافه: طارق متري وسليم وردة وتمام سلام.
وعلى أثره، نظمت جمعية التجمع للحفاظ على التراث اللبناني (APLH) احتجاجات في محاولة لثني وزارة الثقافة عن قرارها بالسماح بالبناء على الميدان. وبعد القضية التي رفعتها الجمعية، علقت المحكمة في 31 مايو 2012 قرار وزارة الثقافة، رقم 849، بتفكيك ميدان سباق الخيل الروماني الذي كان من شأنه أن يسمح ببناء مشروع سكني في الموقع. ظل الموقع محمياً حتى 2015 عندما بدأت أعمال البناء مجدداً.